# 共和制
共和制（きょうわせい、英: republic、独: republik）(共和国・共和政)は、国家元首の地位を個人（君主）に持たせない政治体制である。共和制では、国家の所有や統治上の最高決定権（主権）を個人（君主）ではなく人民または人民の大部分が持つ。

## 語源・用法
英語で共和制や共和国を意味する「republic」（リパブリック）の語源はラテン語のレス・プブリカ（ラテン語: res publica）で、「公共物、公益、公法」などを意味し、「私なるもの」を意味するレス・プリワタ（ラテン語: res privata）の対比語として使用され、更には「公共の政府を持つ国家」の意味で使用された。特定の個人や階級のためにではなく、全構成員の共通の利益のために存在するものとされる政治体制を指した。
日本語では主に政体の場合は「共和政」、制度の場合は「共和制」、国家の場合は「共和国」、思想の場合は「共和主義」（英: republicanism）とする場合が多いが厳密ではない。それぞれの対義語は、君主政、君主制、君主国（英: monarchy）、君主主義（英: monarchism）である。
現用される意味での「共和」という漢語は日本由来である。19世紀半ばごろまでの西洋文献の翻訳では英語のdemocracyとrepublicを区別せず、日本では両方を「共和」と翻訳した。「共和」の語は中国古典にもあったが、そこでの用法は政体についてのものではなかった。
漢語の「共和」は中国史上の「共和」と呼ばれる期間に由来する。大槻磐渓の示唆により箕作省吾が、その著『坤輿図識』（1845年）で「republic」の訳語として初めて用いた。中国史の「共和」時代は、西周の厲王が暴政を行って国人（諸侯と都市住民）に追放された後の14年間で、『史記・周本紀』によれば、宰相の召公と周公が共同して（共に和して）統治に当たったとされた。一方、これは誤りで、「共伯和」（共という国の伯爵の和という人物）が諸侯に推戴されて王の職務を代行したこと（『古本竹書紀年』の記述）からそう呼ぶという説もある。いずれにしても、中国歴代王朝が支配した歴史の中で、この時期は世襲の君主がおらず、有力者の合議による政治が行われていたと考えられていたため、「共和」の語が「君主のいない政体」を指すものとして用いられることになった。
その他に「共和国」と同じ意味の訳語として民国があり、一部の国号に使われている（中華民国、大韓民国）。

## 概要
共和制とは、一般には国家元首に君主を持たない政体であり、より正確には主権が君主以外にある政体である。主権がどこに存在するかを区別する呼称であるため、形式的な君主が存在する場合もあり、また民主制ではない政体も含まれる。
本来、人民主権の立場から民主主義と君主制は両立しないが、君主（あるいは一部の主権者）の選出を、主権がある国民の合議・選挙・（直接民主制や間接民主制）によって、あるいは国民憲法での制度（立憲君主制）によって行われることを以って共和政を標榜できるとする主張も存在している。これらは単なる民主政がしばしば陥いる衆愚政とならないよう行政権を分離することで回避を試みてきた制度開発の歴史的な背景があるが、これは為政者によって様々に解釈され、共和政を標榜する政体であっても専制や寡頭政、独裁政治であるとして批判されることがある。
なお、領土や国民などは主権国家に帰属し外交権は持たないが行政権を主権国家から分離したとする政体に対して自治体の呼称が用いられることがあるが、実際には主権の多くが主権国家の干渉を受け、域内の自治政体は共和政とはなっていない。

## 歴史

### 古代

共和政ローマの領域地図

近代までは大多数の国家は君主制であった。このため多くの「共和国」は、君主制を廃止した形で成立し、その過程が革命と呼ばれた場合もある。
近代までは「共和政」や「共和国」という用語や概念は、明確な意味を持たなかった。しかしいくつかの国家政体は現在では「共和政」や「共和国」と呼ばれている。古代に共和制を取った共和政国家としては、アテナイなど一部の古代ギリシア都市や、インドのいくつかの国家があげられる。インドの古代共和制国家はガナ・サンガ国とも呼ばれ、クシャトリヤに属する支配部族の有力者によって指導・統治される国制を取っていた。紀元前6世紀頃から紀元前5世紀頃に北インドに割拠していた十六大国のうち、ヴァッジ共和国（リッチャヴィ国）やマッラ共和国などいくつかの国は共和制を取っていた。古代アテナイでは王を追放して市民が政治を行い、デモクラティア（民主制、民主政、民主主義）と呼ばれた。古代ローマは紀元前6世紀に王を追放して王政ローマから共和政ローマに移行し、執政官（元首）・貴族（元老院）・平民（民会）による統治（混合政体）が行われたが、彼らは衆愚政治を意味するデモクラティアとの名称を避け、レス・プブリカ（共和国）と自称した。その後変遷を経て、後世においてローマ皇帝と呼ばれる統治者による支配へと移行し、帝政に移行した。

### 中世・近世ヨーロッパ
ローマ帝国が衰退していく中、301年にはイタリア半島中部のティターノ山にキリスト教徒の一団が立てこもり、現存する最古の共和制国家であるサンマリノ共和国を建国した。中世に入ると、ヨーロッパでは神聖ローマ帝国の統治下にあるイタリア半島およびドイツにおいて、多くの都市国家が共和制を採用した。イタリア半島においては神聖ローマ帝国の統治権が弱く、各地に小領主や小都市国家が乱立する中で、共和制を採用する都市国家も多く存在した。ヴェネツィア共和国やジェノヴァ共和国、フィレンツェ共和国などのように経済力を高め大いに繁栄した共和制国家も存在したが、ヴェネツィアを除いてはそれほど安定した国家体制を構築することはできず、フィレンツェのように国内の有力者が王となるなどして王制に移行する国家が多かった。ドイツにおいては自由都市や帝国都市（帝国自由都市）は領主を持っていなかったが、神聖ローマ帝国の統治権の衰退とともに政体はそのままで独自性を高めていき、事実上共和制を取る国家となっていった。アルプス地方では帝国自由都市・帝国農村の連合に起源をもつスイス誓約同盟が結びつきを強め国家化しながら存続し、現代でもスイス連邦として共和制を取りつづけている。これ以外にも、ロシアにおいては北部の有力国家であるノヴゴロド公国が、君主として公がいるものの権力を持たず、貴族による民会によって国制が運営されていたために事実上共和制となっていた。このため、この国をノヴゴロド共和国と呼ぶこともある。ノヴゴロドの南にあるプスコフも、やはり同様の政治体制を取っていた。
近代以降では、まず16世紀後半に入るとネーデルラント北部の7州が連合して独立し、1609年にネーデルラント連邦共和国を建国した。1649年には清教徒革命によってイングランドで王制が廃止されイングランド共和国が成立したものの、1660年には王政が復古された。1688年の名誉革命では王政は継続したが立憲君主制の基礎が構築された。
また、17世紀に入るとヨーロッパにおいて、有徳の人物による執政を基本とする共和主義の思想が盛んとなった。この時期の共和主義は必ずしも君主制の廃止を求めるものではなく、人格・識見に優れた人物であれば君主の執政をも容認していたが、一方で血統のみに頼る政治を否定することで、君主制によらない政体の思想的基盤となった。

### 民主共和国の成立
こうした共和制の歴史の転換点となったのは、アメリカ独立革命である。アメリカ合衆国の建国者たちは君主制を忌避していたため王を持つことは避けられ、アメリカは有徳の市民による共和主義を念頭に、制度としての共和制を明確に志向して建国された。しかしアメリカには王も貴族も存在せず、議会を掣肘できる勢力が存在しなかったため、議会の暴走にブレーキをかけるために権力分立を導入し、政治エリート間の相互抑制によって政治の安定と健全性を担保する方策が採られた。このシステムは以後も機能し続けたものの、19世紀に入ると有権者資格の大幅拡大や男子普通選挙の導入などで民主化が進み、民主制と共和制が結合されて民主共和政という新たな政体が生まれた。以後、共和制は徐々に他国においても民主制と結合していき、民主共和政は共和政の一大潮流となっていった。
ついで、1789年にはフランス革命が勃発し、フランスが共和制を敷いた。新政府は国王ルイ16世を処刑して君主制からの明確な離脱を表明するとともに、共和主義を確立させるため急進的にさまざまな施策を行った。この共和政国家はナポレオン・ボナパルトが帝位につくまでの短い期間しか持続しなかったが、フランスおよび世界各国に非常に大きな影響を及ぼした。一方で、ヨーロッパ大陸に残る古い共和制国家の多くはナポレオン戦争によって侵略され、独立を失った。イタリアではヴェネツィア共和国が1797年に滅亡し、ドイツではフランス占領下の1803年に領邦国家の再編が行われた際にほとんどの帝国自由都市が近隣の領邦に併合されて消滅して、1815年のウィーン会議後に独立して存続していたのはブレーメン、ハンブルク、フランクフルト・アム・マイン、リューベックの4都市のみとなっていた。ネーデルラントもフランスの侵略を受け、バタヴィア共和国からホラント王国などを経て、1815年にはネーデルラント連合王国として君主制に移行した。
19世紀初頭にはラテンアメリカ諸国が相次いで独立戦争を起こし次々と独立していくが、シモン・ボリバルをはじめとする指導者の多くは共和主義を信奉しており、ポルトガルから王を迎えたブラジルと、独立時に一時帝政を敷いたメキシコを除くすべての国が共和制を採用した。これらラテンアメリカの共和制国家は共和制下の独裁制となることもあり、また大統領の権限が非常に強い大統領制をとることが多かった。ただし、19世紀中はヨーロッパやアジア・アフリカなど新大陸以外の地域では依然として君主制維持の流れが続いており、ヨーロッパにおける新たな独立国では他国から王族を迎え入れて君主制を敷くことが多かった。1830年にはオランダからベルギーが独立を果たすものの、このとき共和制を望んだベルギー人に対し周辺諸国は王の推戴を国家承認の条件とし、ベルギーは君主制を敷いている。またアメリカ独立革命では、君主制のイギリスから独立した形で共和制を採用した共和国が建国されたものの、それ以外のイギリスの植民地の多くにおいては、イギリス国王を元首として推戴する形で独立し、立憲君主国として建国した。

### 20世紀以降
20世紀に入ると1912年の辛亥革命で中国が共和制となったが、共和制国家が増加を始めたのは第一次世界大戦を契機とする。この大戦でドイツ、オーストリア・ハンガリー、ロシアの3ヶ国で君主制が崩壊し、また民族自決を掲げて戦後独立したヨーロッパの国家はユーゴスラビア、ハンガリーなどの例外を除き多くが共和制をとった。第二次世界大戦によって、イタリアや東欧諸国で君主制が廃止され、共和制国家はさらに増加した。また、それまで同君連合制をとっていたイギリス連邦において、独立したインドが共和制をとった上でイギリス連邦にとどまることを希望したため、1949年に国王への忠誠条項が撤廃され、英連邦王国とイギリス連邦とが制度的に分離した。これにより、君主制を取らずともイギリス連邦への残留が可能となり、旧英国植民地が共和制をとりやすくなった。
第二次世界大戦後のアジア・アフリカ諸国の独立においては、植民地時代に保護国や間接統治として君主制が残っていた国家や一部の英連邦王国を除き、ほとんどの国が共和政国家として独立を果たした。君主制の残存していた国家でも、エジプト王国やイラク王国、イエメン王国、リビア王国、そしてイラン帝国のように革命の勃発によって君主制が廃止されることは多いのに引き換え、新たに君主制を導入する国がほとんどないため、20世紀中盤以降は君主制国家より共和政国家のほうが国家数が多くなっている。君主制国家において大きな政体変動が少なくなった21世紀に入って以降もこの流れはわずかながら続いており、2008年にはネパールが君主制を廃止して共和政国家となった。またイギリス連邦内君主国でも、2021年11月29日にはバルバドスが共和制へと移行した。
現時点で君主制を維持している国家においても、いくつかの国家では共和制を求める運動が起こっている。イギリス連邦内君主国においてはたびたび共和制移行の動きが出ており、なかでもオーストラリアでは特に君主制廃止の動きが強く、1999年には共和制移行を求めた1999年オーストラリア国民投票が行われたものの、反対票が55％にのぼったため否決された。またジャマイカ、グレナダ、ベリーズなどでも共和制移行の動きがあるとされている。2022年9月のエリザベス2世の死去に伴って共和制を求める意見はさらに強まり、アンティグア・バーブーダでは君主制廃止のための国民投票が検討され、バハマでも同様の動きがあるほか、オーストラリアの共和制論議も再燃しており、ニュージーランドでもジャシンダ・アーダーン首相が将来の共和制導入に肯定的な反応を示している。

### ヨーロッパ諸国の政体変遷
|                                                     |                                                     |                                                      |                                                      |                                                      |
| 1815年のヨーロッパ諸国の政体 君主国 (55) 共和国 (9) | 1914年のヨーロッパ諸国の政体 君主国 (22) 共和国 (4) | 1930年のヨーロッパ諸国の政体 君主国 (20) 共和国 (15) | 1950年のヨーロッパ諸国の政体 君主国 (13) 共和国 (21) | 2015年のヨーロッパ諸国の政体 君主国 (12) 共和国 (35) |

## 体制

共和制国家は以下の色に分類されている。
大統領が議会から分離された大きな権限を持つ（大統領制）
大統領と議会が権限を持つ（半大統領制）
大統領が議会に依存した権限を持つ（議院内閣制）
儀礼的な大統領を持つ、または大統領を持たない（議院内閣制など）
憲法に規定された一党制（社会主義国など）
政府の憲法規定が停止されている国 (例:軍事政権)
上記のシステムのいずれにも適合しない国 (例: 暫定政府)
赤・薄紫・紫は君主制国家

共和政国家の体制は、完全な権威主義体制と名目的にでも民主主義体制を取るものとに二分される。共和制独裁政治の体制は、文民が支配する文民独裁と軍部が支配権を握る軍事政権の2つに分かれ、文民独裁はさらに、独裁者個人が大きな権限を握る個人支配体制と、ひとつの支配政党が全権を握る一党独裁制に区分される。
民主共和制国家の体制は、執政府の長官と議会との関係によって、大統領制・半大統領制・議院内閣制の3つに区分される。大統領制は有権者が直接執行府の長官である大統領を選出し、議会が大統領を罷免することは特殊な場合を除きできない。これに対し議院内閣制では、執行府の長官たる首相は民主的に選出された議会から選出され、同様に議会が首相を罷免することも可能である。半大統領制の場合、大統領は有権者から直接選出され、首相は議会から選出される。半大統領制では議会が大統領を罷免することはできないが、大統領が首相を罷免することは可能な国家と不可能な国家の2種類が存在する。
大統領は常に権限を持っているわけではなく、ドイツのように大統領の権限が儀礼的なものにとどまる国家も存在する。また執政府の長官の名称が大統領であっても国民から直接選出されるとは限らず、南アフリカのように議会から選出される議院内閣制の大統領も存在する。

## 種類
近代以降の共和制の分類には建国の理念などにより以下があるが、自称である国号とは異なる場合も多く、その定義や範囲は曖昧である。
- （一般的な共和制） - 自由主義、民主主義などを標榜する共和制。18世紀、アメリカ独立革命やフランス革命などにより誕生。後述の社会主義共和国等と対比させて自由主義（ブルジョワ、資本主義）国などと呼ばれる場合もある。
- 社会主義共和制 - 社会主義を標榜する共和制。通常は憲法等の基本法により一党制（党の指導性）を明記した共和国。1917年にロシア革命により帝政打倒したロシア・ソビエト連邦社会主義共和国が誕生した。
- イスラム共和制 - イスラム国家における共和制。1979年にイラン革命により王政打倒したイラン・イスラム共和国などで採用された。
- 連邦共和制 - 連邦を主体とした共和制。

国家が標榜する思想や宗教による共和国の分類では、社会主義国は社会主義を標榜する共和国であり、多くの国は「社会主義共和国」や「人民共和国」を名乗り、プロレタリア独裁の立場から共産党による指導を定めた。
また1977年から2011年までのリビアは「大衆による共和国」を意味するジャマーヒリーヤを名乗り、イラン革命以後のイランは宗教指導者による指導を重視しイスラム共和国を名乗っている。
共和制の中に、特に民主主義を国の基本的な原則として重視する制度は民主共和制と言い、この制度を採用する国は民主共和国と言う。(ドイツ民主共和国など例外あり)

## 議論

### 君主との関係
共和制は君主が存在しない政体だが、君主の定義や範囲は曖昧で時代や地域によっても異なる。このため公式には共和制でも世襲による君主的存在を元首とする場合や、逆に公式には君主制でも君主が儀礼的な権限しか持たない場合もあり、その境界や用語は曖昧である。共和制と君主の関係や用語が議論となる主な例には以下がある。
- 帝政ローマのローマ皇帝は、政体は共和制で皇帝はプリンキパトゥス（元首）であった。
- ヴェネツィア共和国のドージェは、貴族の選挙で選ばれ終身であった。
- フランス第一帝政のフランス皇帝は、政体は共和制で皇帝は「フランス人民の皇帝」であった。
- ポーランド・リトアニア共和国は複合君主制だが、選挙君主制で王に統治権は無く（君臨すれども統治せず）、貴族共和国や黄金の自由とも呼ばれる。
- インドネシアは共和制だが、各地方の首長的存在としてスルターンが存在する。
- 日本共産党が目指す民主共和制は天皇の存在自体は否定していない。あくまで国民主権の立場から直接選挙で選ばれた人物を国家元首とすることが目的である。

近代に設立された君主的政体は、その正統性が伝統的な貴族社会にではなく、むしろそれを打倒した革命に求められるため「共和国」を名乗る（「フランス共和国皇帝」を名乗ったナポレオンなど）。
朝鮮民主主義人民共和国においては世襲による指導者による強権的独裁が続いており、国名と実態の不一致を批判する目的で「金氏王朝」との揶揄がある。

### 民主主義との関係
共和主義（君主制廃止）と民主主義（大衆支配、人民支配）は、歴史的、概念的、制度的に密接な関連性があるが、同一ではない。民主主義は組織の支配者が多数である事を意味し、重要問題の最終決定権すなわち主権が人民（市民、国民）にあるという思想・体制・国を指す。例えばフランス革命ではジャコバン派が独裁により恐怖政治を行ったが、政体は共和制である。またイギリスは現在では通常は民主国家と呼ばれるが君主制である（立憲君主制）。
共和主義と民主主義の関係は、政治理念の他に、その時代や地域の経緯も影響している。共和主義の立場では、君主は本来は国の私的な所有者・支配者であるため、国民から選出される大統領などが元首となる方が、民主主義および平等主義を徹底させた形態と考える。これに対して立憲君主制の立場では、形式的には君主国でも憲法等により君主の権限を大幅にまたは全て制限すれば、実質的な民主主義（国民主権）は確保できると考える。独立後のアメリカ合衆国の共和主義では、共和主義者は主に中道右派や保守派として代議制（間接民主主義）を重視して共和党への流れを形成し、民主主義者は選挙権の拡大や直接民主主義を重視して民主党への流れを形成した。

### 独裁との関係
一般には、支配者が多数（民主主義、合議制など）となった体制において、1人または少数が権力を独占して支配を確立する事が「独裁」と呼ばれる。このため民主制や共和制で発生した権力独占は「独裁」と呼ばれ、君主国で発生した権力独占は「専制」とされ「独裁」とは呼ばれない傾向がある。また独裁者の多くは、共和制や民主制の実現や防衛を主張している。
歴史的に著名な、共和国における独裁には以下がある。
- 共和政ローマでガイウス・ユリウス・カエサルが終身の独裁官に就任し、後の帝政ローマの基礎となった。
- フランス革命でジャコバン派が独裁的権力を確立し、恐怖政治を行った。更にナポレオン・ボナパルトが独裁的権力を確立し、フランス皇帝に即位した。
- ロシア革命（十月革命）でボリシェヴィキ（ロシア共産党）がプロレタリア独裁を掲げて独裁的権力を確立した。
- ドイツのヴァイマル共和政でアドルフ・ヒトラーが独裁的権力を確立した。
- 共産党一党独裁を採用する中華人民共和国において、個人独裁の設立に成功した毛沢東と習近平について「皇帝のような専制[54]」であるとする批判がある。

また、事実上の世襲君主制（ないしはそれに準ずる権威主義体制）でありながら、「共和国」を名乗る国も存在する（朝鮮民主主義人民共和国、シリアなど）。
イランはイスラム共和国であるものの、権力（大統領）の上に象徴的な権威（宗教指導者）を置く政体は立憲君主制と類似している。